# 早瀬久美
早瀬 久美（はやせ くみ、1951年12月25日 - ）は、兵庫県神戸市出身の女優。本名、物集（もづめ）久美子。カロスエンターテイメント所属。

## 来歴・人物
兵庫県神戸市に生まれる。父の物集恭次郎は、国学者・物集高見の娘・物集千代子の息子である。
神戸山手女子中学校在学中17歳の1966年に「ミス・ジュニア・フラワーコンテスト」に入賞。これがきっかけで松竹からスカウトされ、4月には北鎌倉女子学園へ転校した。同じ「ミス・ジュニア・フラワーコンテスト」で入賞した有川由紀と二人でヨーロッパを旅行をした。同年11月に映画『紀ノ川』の端役で銀幕デビュー。1968年にはフジテレビ系列のテレビドラマ『お嫁さん』で初主演を果たす。
1971年、日本テレビ系列のテレビドラマ『おれは男だ!』（主演：森田健作）にヒロイン・吉川操（吉川くん）役でレギュラー出演する。ドラマは大ヒット番組となり、早瀬を代表する作品の一つとなった。以降は多くのテレビドラマに出演して活躍する。
1975年、毎日放送のワイドショー『奥さん2時です』の司会を務める。1976年、大伯父の物集高量が東京作家クラブ賞を受けた際には、高量の代理として授賞式に出席した。
1978年から1979年にかけて、早瀬久美子と改名していた時期がある。
1980年に結婚し、1983年に一時女優を引退して渡米する。その際はサンフランシスコに移住し同地で出産。しかし1989年、サンフランシスコ地震に遭遇。この経験から地震学の専門書を渉猟し、地震に関する造詣の深さでも知られる。同地でポーセリンドール作りを学んで1990年に帰国し、陶芸教室を経営する。
2002年、19年ぶりに長らく離れていた芸能界に復帰した。2005年に森田健作が千葉県知事選に出馬した際には、選挙戦最終日にJR千葉駅前にて最後の演説・応援に駆け付けた。
2007年に離婚。2009年1月、テレビ東京のLドラ『サギ師 リリ子』にて「あなたの光でいたい」（愛のドラマシリーズ）以来31年ぶりに連続テレビドラマにレギュラー出演した。以前は海外ブランドショップを営んでいたが、現在は退いている。
2023年9月、舞台デビューを果たしている。

## 出演

### 映画
- 紀ノ川（1966年、松竹）

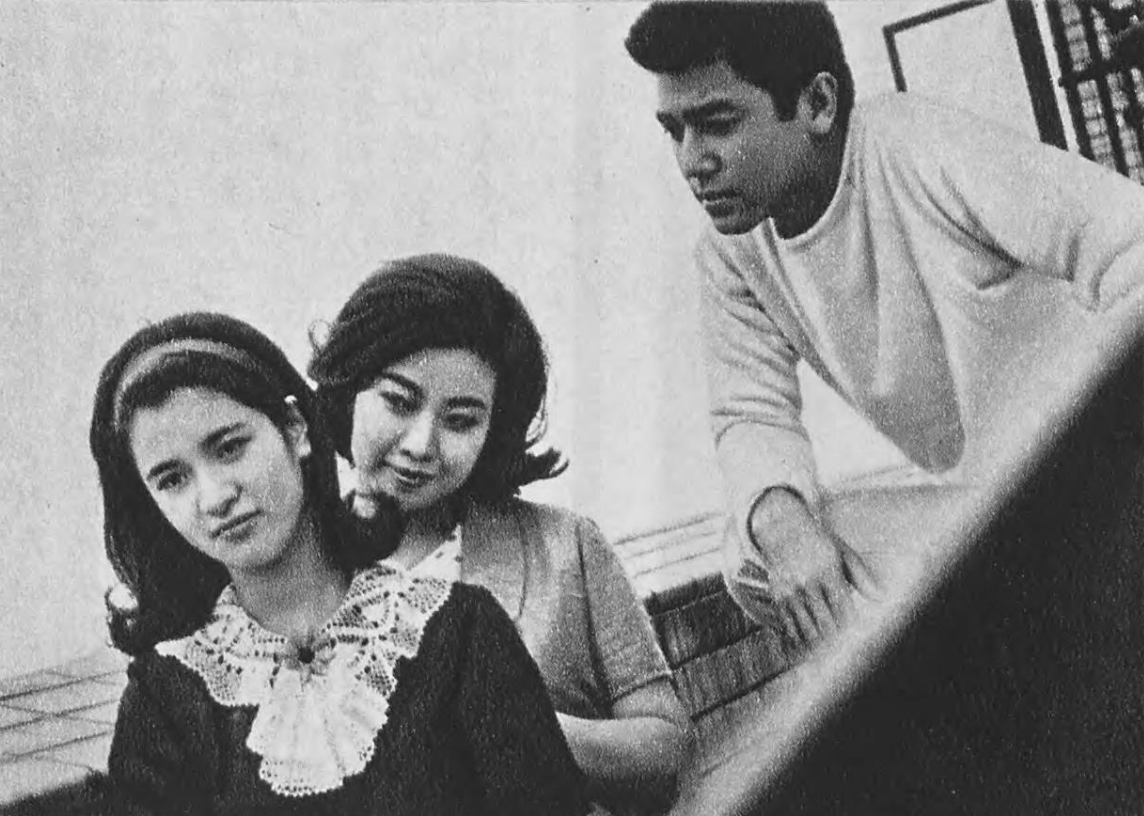
『汐風の中の二人』（1966年）

- 汐風の中の二人（1966年、松竹） - 川久保ナミ
- 恋する年ごろ（1966年、松竹）
- 宴（1967年、松竹） - 淳子
- 恋をしようよ カリブの花（1967年、松竹）
- 若社長大奮戦（1967年、松竹）
- 若社長レインボー作戦（1967年、松竹）
- また逢う日まで 恋人の泉（1967年、松竹）
- 花の宴（1967年、松竹） - 丹羽静子
- 恋の季節（1969年、松竹）
- 結婚します（1969年、松竹）
- とめてくれるなおっ母さん（1969年、松竹）
- いい湯だな全員集合!!（1969年、松竹）
- 喜劇 逆転旅行（1969年、松竹）
- 喜劇 深夜族（1969年、松竹） - ミヨ子
- 誰かさんと誰かさんが全員集合!!（1970年、松竹）
- 喜劇 夜光族（1971年、松竹）
- 春だドリフだ全員集合!!（1971年、松竹）
- 男じゃないか 闘志満々（1973年、松竹）
- にっぽん美女物語（1974年、松竹）

### テレビドラマ
- お嫁さん 第4シリーズ（1968年、CX） - 由紀
- 丸太と包丁（1968年、NTV）
- 青春太閤記 いまにみておれ!（1970年、NTV） - 早苗
- 花王 愛の劇場 「波の塔」（1970年、TBS）
- おれは男だ!（1971年、NTV / 松竹） - 吉川操
- 親ばか子ばか 第16話「ごめんあそばせ!」（1971年、TBS）
- おふくろの味第2シリーズ（1972年、NTV） - 大吉澄子
- キイハンター 第232話「怪奇! 幻の墓の女」（1972年、TBS / 東映）
- 大岡越前 第3部 第17話「天下一の悪い奴」（1972年、TBS / C.A.L） - おしん
- 大江戸捜査網 第86話「いのち捧げます」（1972年、12ch）
- 木枯し紋次郎 第2シーズン 第7話「海鳴りに運命を聞いた」（1972年、NTV）- お袖 / おえい
- パパと呼ばないで （1973年、NTV）- 早苗
  - 第19話「嫁にはやれません!」
  - 第20話「粉雪の舞うひな祭り」
  - 第28話「園子の縁談」
- ご存知時代劇「森の石松」（1973年、NET）
- 銭形平次（CX）
  - 第351話「女将棋指し」（1973年）- お香代
  - 第424話「苦い水」（1974年）- お志乃
  - 第819話「若旦那万事休す」（1982年）- おふさ
- ファミリー・ロマン「まごころ」（1973年、TBS）
- 若さま侍捕物手帖 第6話「江戸はガラクタの花盛り」（1973年、KTV） - 志津
- 荒野の用心棒 第18話「黒い陰謀は波涛を越えて…」（1973年、NET / 三船プロ） - お夕
- 子連れ狼 第一部 第20話「八門遁甲の陣」（1973年、NTV）
- 出発進行!（1973年、12ch）
- どてらい男（1973年 - 1975年、KTV）
- 新十郎捕物帖・快刀乱麻 第21話「鳥と鳥とをとりちがえ」（1974年、ABC）
- 白雪劇場 「大久保彦左衛門」 第29話「赤い陣羽織」（1974年、KTV） - おこう
- せなかあわせ（1974年、KTV）
- バーディー大作戦 第34話「年忘れ新婚除夜の鐘」（1974年、TBS） - 清美
- 人形姉妹（1975年、THK）
- グランド劇場「八丁目のダメ親父! カンナ・トンカチ・キリキリ舞い」（1976年、NTV）
- 同心部屋御用帳 江戸の旋風III 第12話「浮気妻の仇」（1977年、CX）
- 桃太郎侍 （NTV）
  - 第62話「孤児を食った鬼」（1977年） - お仙
  - 第158話「父子で彫った愛の面」（1979年）
  - 第245話「涙ボロボロ唐辛子」（1981年）
- 新・木枯し紋次郎 第11話「笛の流れは三度まで」（1977年、12ch） - お笛
- 水戸黄門 （TBS / C.A.L）
  - 第8部 第28話「愛の奇蹟 -宮崎-」（1978年1月23日） - しお
  - 第11部 第7話「うっかり八兵衛お殿様 -本荘-」（1980年9月29日） - 雪絵
- おてんば人生（1978年、NTV）
- 太陽にほえろ! 第313話「真夏の悪夢」（1978年、NTV / 東宝） - 森下節子
- Gメン'75 第169話「深夜バス乗客大量殺人事件」（1978年、TBS） - 雨宮アキコ巡査
- 特捜最前線 第89話「パトロール婦警狙撃事件!」（1978年、ANB）
- 新五捕物帳 第79話「涙の兄妹人形」（1979年、NTV）
- 土曜ワイド劇場 （ANB）
  - 白銀の死闘 鮮血のシュプール（1979年）
  - 女教師 コンクリート殺人事件（1980年）
  - 夜桜お七殺人事件（2006年）
- 遠山の金さん 第2シリーズ 第16話「命ぎりぎり夫婦花」（1979年、ANB） - おふじ
- 江戸を斬るIV 第7話「初恋が解いた殺しの鍵」（1979年、TBS） - お牧
- 鉄道公安官 第10話「それは車中で起った」（1979年、ANB / 東映）
- 日本名作怪談劇場 第11話 怪談「鰍沢」〜恨みで塗られた死化粧〜（1979年、12ch）- お花
- 噂の刑事トミーとマツ 第1シリーズ 第8話「きまった! トミーの投げ銭」（1979年、TBS / 大映テレビ）
- 爆走!ドーベルマン刑事 第13話「助けて! アレックス」（1980年、ANB）
- 西遊記II 第13話「人喰い妖怪 若返りの泉」(1980年2月3日、NTV）- 沈 春蘭
- ミラクルガール 第14話「恐怖の交換殺人」（1980年、12ch / 東映）
- 非情のライセンス 第3シリーズ 第11話「兇悪の女囚・コールガール殺人事件」（1980年、ANB / 東映）- 西山女囚
- ザ・ハングマン 第22話「帰ってきたドラゴン 香港カマキリ拳」（1981年、ABC） - 高山涼子
- 斬り捨て御免! 第3シリーズ 第16話「狙われた姫 魔界の女呪術師」（1982年、12ch） - 房子姫
- 大岡越前 第6部 第3話「意地っ張り三方一両損」（1982年3月22日、TBS / C.A.L） - おきん
- 源九郎旅日記 葵の暴れん坊 第21話「葉隠れは金魚侍と見つけたり」（1982年9月25日、ANB / 東映） - おりく
- ハウスこども傑作劇場 おかあさんのつうしんぽ（1982年、ANB）
- 月曜ミステリー劇場→月曜名作劇場（TBS）
  - 税務調査官・窓際太郎の事件簿9（2002年） - 梶田の妻
  - 西村京太郎サスペンス 十津川警部シリーズ34 寝台特急あさかぜ殺人事件（2005年） - 本山冴子
  - 西村京太郎サスペンス 十津川警部シリーズ6 日光・恋と裏切りの鬼怒川（2018年） - 旅館の女将 役
- 京都地検の女 第1シリーズ 第8話「炎の中で殺された母…京都映画界に潜む罠」（2003年、ANB）
- 水曜ミステリー9 警察署長・たそがれ正治郎「隅田川不連続殺人」（2005年、TX）
- 輪違屋糸里 〜女たちの新撰組〜 前編 後編（2007年、TBS）
- Lドラ「サギ師 リリ子」（2009年、TX） - 倉田咲江
- 天才を育てた女房（2018年、yTV） ‐ 小山みやの

### 舞台
- 祖国への挽歌～日系人マフィア　モンタナジョーの伝説!!～（2023年9月12日～17日、俳優座劇場　/ 2025年8月26日〜31日〈予定〉、三越劇場）野伏翔・作：演出、北村礼子役[7]

### バラエティ
- ヤング720（TBS） - 司会
- 奥さん!2時です（TX） - 司会
- クイズ!脳ベルSHOW

ほか多数

### ラジオ
- 早瀬久美のあの日をもう一度（2017年10月 - 、八王子エフエム）